# Nouveau stade de Bordeaux
Nouveau stade de Bordeaux, je víceúčelový stadion sloužící zejména pro fotbal v Bordeaux. Pojme 42 115 diváků. Domácí zápasy zde hraje fotbalový klub FC Girondins de Bordeaux. Slavnostně otevřen byl 18. května 2015, kdy Bordeaux hostilo tým Montpellier HSC. Také se zde hrály některé zápasy Mistrovství Evropy 2016.